# Edmond Lucien Leblanc
Pour les articles homonymes, voir Leblanc.
Edmond Lucien Leblanc est un avocat et homme politique français né le 9 mars 1844 au Ribay (Mayenne) et mort le 11 février 1902 à Mayenne (Mayenne).

## Biographie

### Etudes
Il fait au lycée d'Alençon des études couronnées en rhétorique par le prix d'honneur, son droit à Paris et vient s'inscrire en 1865 au barreau de Mayenne.

### Entrée en politique
En 1870, il est avocat à Mayenne. La Proclamation de la République française du 4 septembre 1870 arrive ; Leblanc va trouver le commissaire faisant fonctions de sous-préfet, et témoigne devant lui d’une foi républicaine qui n’attend que l'occasion d'agir. Il lui demande finalement de le mettre a la tète d’une commission municipale à Charchigné dont la mairie était alors aux mains du marquis d'Hauteville. Edmond Leblanc exerçaeles fonctions de maire à Charchigné pendant trois ou quatre jours.

### Député et conseiller général
Conseiller municipal à Mayenne pendant une seule période, de 1874 à 1877, il entre à l'expiration de ce mandat entrer comme conseiller général du Canton de Horps où il défait Paul Boudet, ancien ministre.
Il est élu député aux Élections législatives de 1885, où il entre en tête de la liste conservatrice en 1885, il siège à droite. Il dépose un projet de loi pour le droit de 5 francs par 100 kilogrammes sur l'entrée en France des blés étrangers, défend un rapport sur un octroi à Roscoff, 21 juin 1889, demande sans succès la suppression de l'École supérieure de télégraphie (20 février 1888), et un secours pour les cultivateurs victimes des ravages causés par les vers blancs (3 mars 1888).
Il perd son mandat aux Élections législatives de 1889 contre Lucien Chaulin-Servinière et ne peut le récupérer. Il reprend sa place au barreau de Mayenne qui le choisit plusieurs fois pour bâtonnier.
A la mort de Lucien Chaulin-Servinière, malgré la crainte du préfet, il échoue à nouveau aux Élections législatives de 1898, mais demeure Conseiller général du canton du Horps.
Son fils Edmond Leblanc sera député puis sénateur de la Mayenne.

## Bibliophile et historien
L'Abbé Angot indique qu' il ne perdit pas dans les affaires le goût de sa jeunesse studieuse pour la littérature. Il collectionnait avec passion, les livres et les manuscrits surtout. Combien de fois ai-je reçu cette réponse chez les brocanteurs, chiffonniers, etc. : « M. Leblanc nous prend tout ce que nous avons de vieux papiers. » De ces raretés bibliographiques qu'il rencontrait, des documents locaux qu'il acquérait, il tirait de temps à autre une plaquette réimprimée fidèlement ou un article pour les revues locales. Il a été un instant mystifié par l'invention du parchemin de la Chapelle-au-Riboul, et Les Croisés de Mayenne en 1158.